# Kutampi
Kutampi is een bestuurslaag in het regentschap Klungkung van de provincie Bali, Indonesië. Kutampi telt 2342 inwoners (volkstelling 2010).